# Sint-Pauluskerk (Berlijn-Moabit)
De Sint-Pauluskerk (Duits: St. Paulus) is een rooms-katholieke parochiekerk in het Berlijnse stadsdeel Moabit. Tegelijkertijd is het een kloosterkerk van de dominicanen. Kerk en parochiehuis staan op de Berlijnse monumentenlijst.

## Geschiedenis
De huidige kerk bevindt zich op de plek van een complex uit 1869 bestaande uit een dominicaanse kapel, kloostergebouwen, een weeshuis en een gezondheidscentrum. De bouw van het complex riep destijds zoveel weerstand onder de protestantse bevolking op, dat men tijdens de wijding op 16 augustus 1869 met een door 3.000 personen ondertekende petitie poogde de opening van het klooster te voorkomen.   
Ten gevolge van de strijd van de Pruisische overheid tegen de katholieke kerk werden de dominicanen uit hun klooster verbannen. Op 1 december 1875 werd het complex aangekocht door een particulier. De kapel bleef evenwel met goedkeuring van de nieuwe eigenaar in gebruik als godshuis van de katholieke gemeenschap. Enkele jaren later, toen de Kulturkampf was uitgewoed, keerden de dominicaanse broeders terug.    
Onderwijl groeide de katholieke bevolking in de wijk aanmerkelijk en werd er besloten tot het vervangen van de Pauluskapel door een veel grotere kerk. Het nieuwe godshuis werd tussen 1892 en 1893 gebouwd en ingewijd op 24 oktober 1893. Op dat moment bestond de parochie al uit 30.000 gelovigen en dus werd het parochiegebied van Sint-Paulus met de stichting van de nieuwe parochies Sint-Laurentius en Sint-Ansgar opgedeeld in drie verschillende parochies.    
Tegenwoordig verrichten de dominicanen nog altijd alle noodzakelijke taken voor het parochieleven. Bovendien verzorgen de dominicanen pastoraal werk in het nabijgelegen detentiecentrum van Moabit.

## Architectuur
De neogotische kloosterkerk van rode baksteen is gebouwd in de vorm van een drieschepige hallenkerk en is een ontwerp van de architect Engelbert Seibertz. De kerk heeft een schip verdeeld in drie traveeën en een dwarsschip. Aan de westzijde is de sacristie aangebouwd, waarboven zich de kapel van de broeders bevindt. Het woongebouw van de broeders sluit zich aan de sacristie aan. De flanktorens van de voorgevel zijn elk 45 meter hoog.

## Afbeeldingen

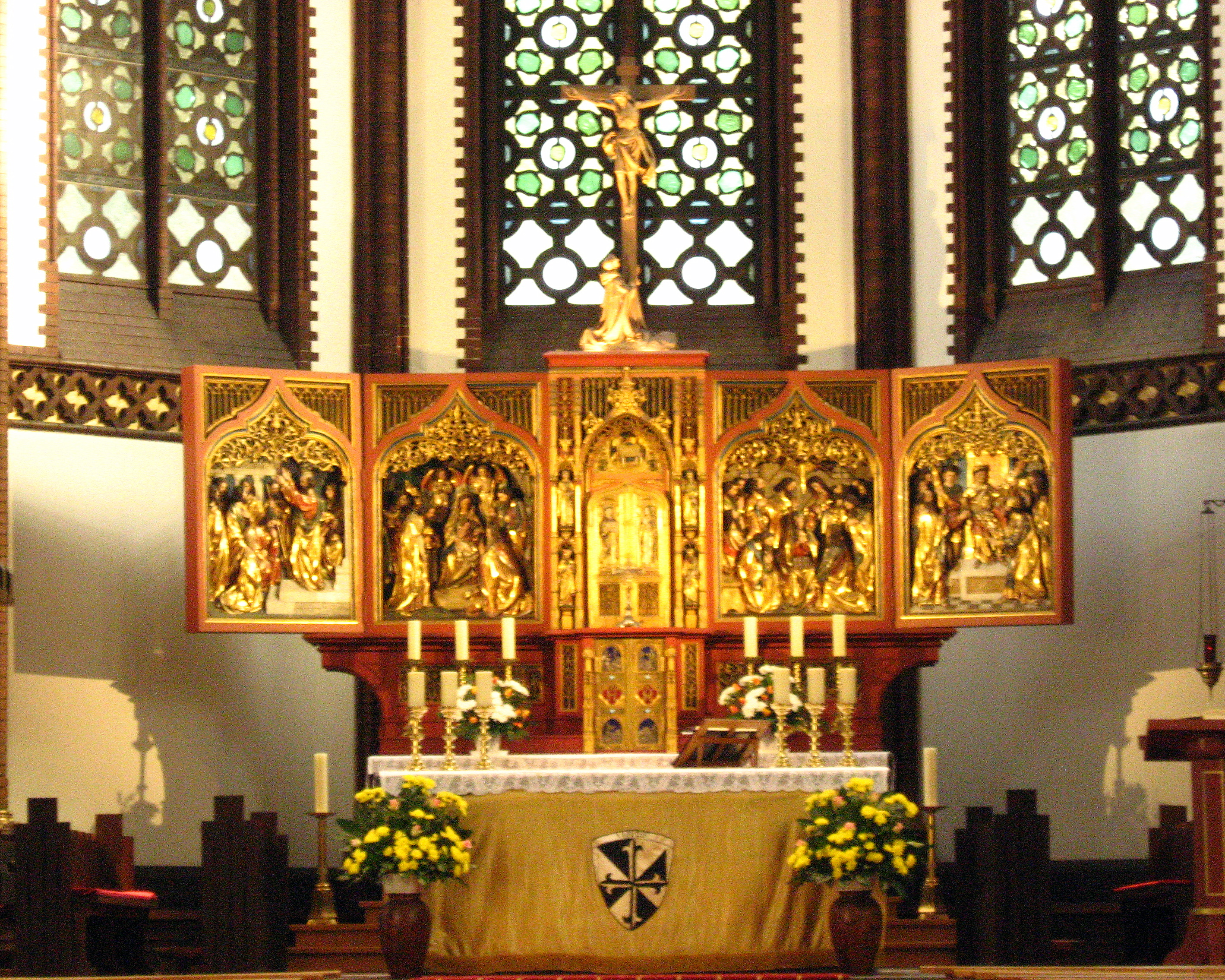
Hoofdaltaar
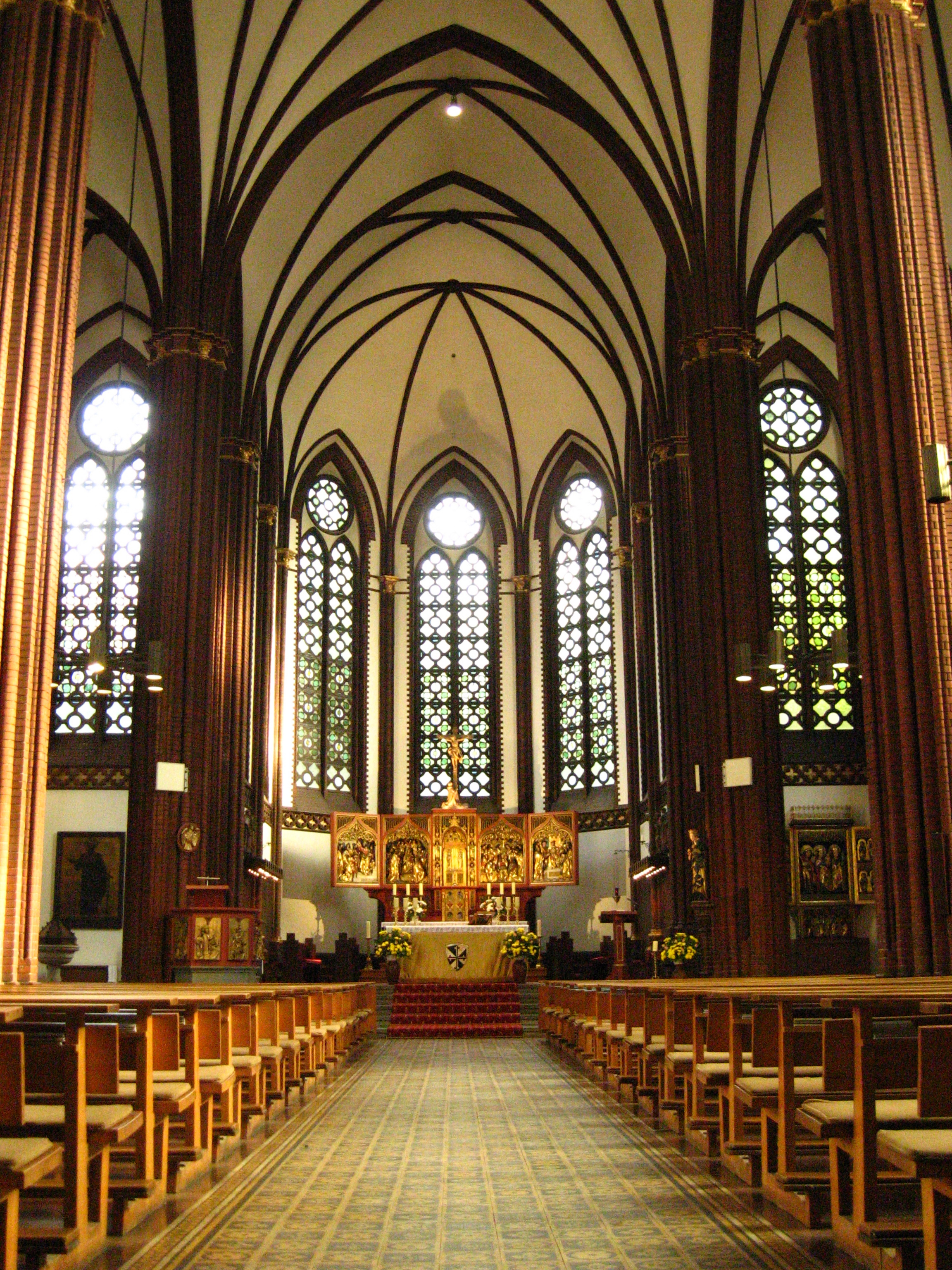
interieur
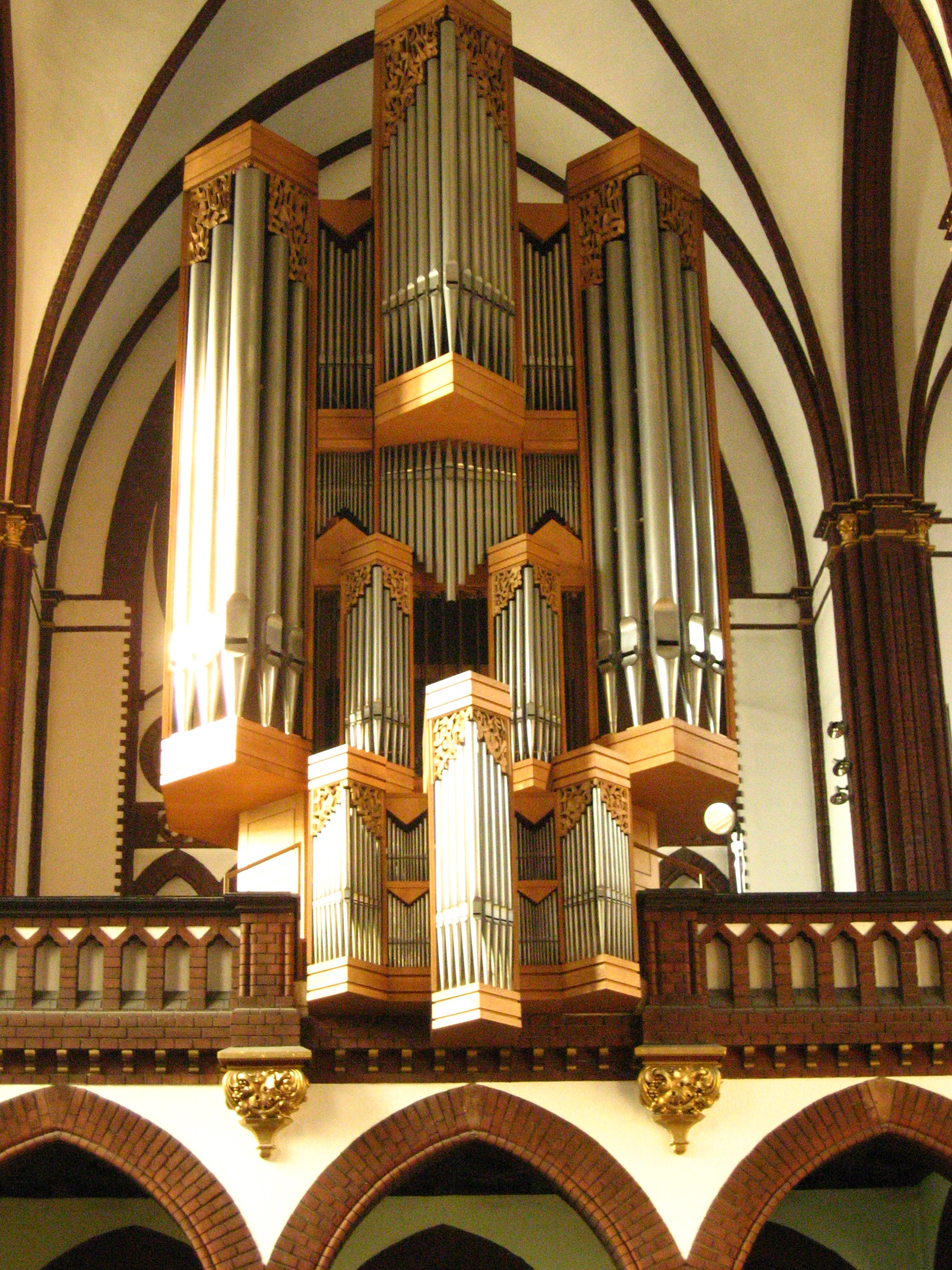
Orgel
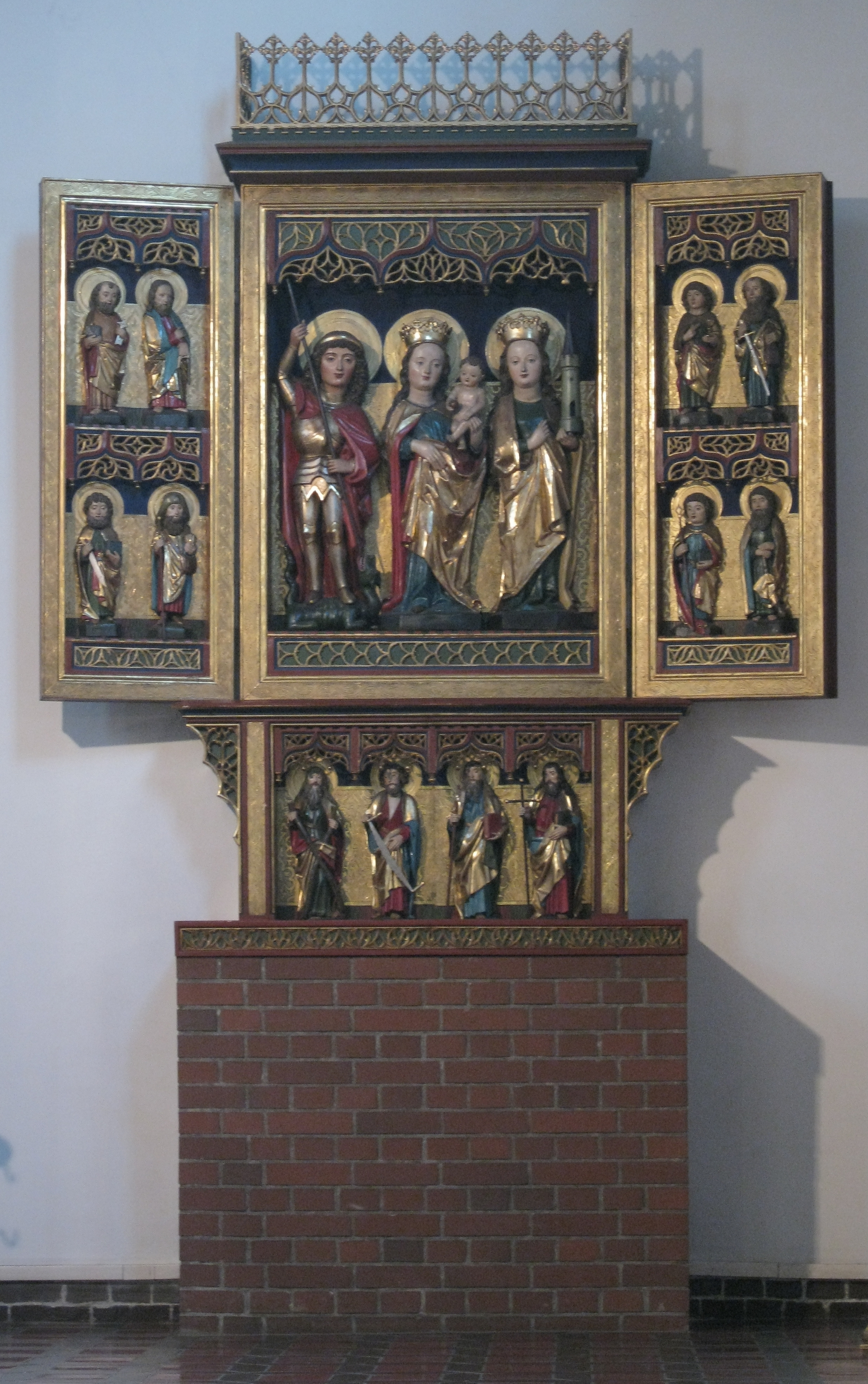
Apostelaltaar